# Stigmatopteris pellucidopunctata
Stigmatopteris pellucidopunctata là một loài thực vật có mạch trong họ Dryopteridaceae. Loài này được (C. Chr.) C. Chr. miêu tả khoa học đầu tiên năm 1909.